# Ana Maria Pacheco
Ana Maria Pacheco (née en 1943) est une sculptrice, peintre et graveuse brésilienne travaillant au Royaume-Uni.
Son œuvre est en partie inspirée de la période trouble de l'histoire du Brésil correspondant au coup d'État de 1964, dont elle a été le témoin direct.

## Biographie
Ana Maria Pacheco est née en 1943 à Goiânia de parents catholiques et protestants.
Elle est inspirée par la campagne du centre du pays et son riche héritage religieux, en particulier les œuvres de Aleijadinho. Elle combine les coutumes locales telles que la littérature de cordel et les romans brésiliens comme Macunaíma (pt) de Mário de Andrade ; elle dessine beaucoup à partir des contes religieux et de la littérature moderne de son pays.
Elle étudie la sculpture et la musique à Goiânia et Rio de Janeiro, et y enseigne quelque temps, avant de partir à Londres en 1973 pour étudier à la Slade School of Fine Art, pendant la période de dictature militaire dans son pays.
De 1985 à 1989, elle est la responsable des beaux-arts à la Norwich University of the Arts (en).
Bien que peintre et graveuse, Ana Maria Pacheco est surtout connue pour ses sculptures polychromes de groupes de personnages, taillées dans du bois. Elles sont généralement exposées comme des installations ; les plus connues sont Man and his Sheep (Birmingham Museum and Art Gallery) et Dark Night of the Soul (1999), qu'elle a créées lors de sa résidence à la National Gallery, sur le sujet du Martyre de saint Sébastien des frères Pollaiuolo.
Pacheco et ses assistants réalisent une grande figure en calcaire pour le Stoke-on-Trent Garden Festival (en) 1986.

## Expositions
- 1999 : National Gallery à Londres[2]